# Луція Шушкова
Луція Шушкова (словац. Lucia Šušková; нар. 27 березня 1993, Чадця, Словаччина) — словацька футболістка, півзахисниця польського клубу РОВ (Рибнік) та національної збірної Словаччини.

## Клубна кар'єра
Футбольну кар'єру розпочала в «Чадці». Влітку 2008 року залишила рідне місто й перебралася до юнацької команди «Ювентус» (Жиліна). Влітку 2010 року оголосила про перехід до міських суперників і клубу першого дивізіону «Жирафа» (Жиліна). Однак не отримала шансу проявити себе й тому 26 липня 2011 року перейшла в оренду в «Слован» (Братислава). Всього через півроку повернулася до «Жиліни» під час зимової перерви сезону 2011/12 років. Вона відіграла другу половину сезону за «Жирафу» (Жиліна), а 3 серпня 2012 року знову перейшла в оренду до «Слована» (Братислава). Влітку 2013 року покинула Словаччину й перейшла до швейцарського «Нойнкірха», де грала зі своїми співвітчизницями Даною Фецковою та Крістіною Церовською. Після завершення сезону в Швейцарії з «Нойнкірху» переїхала до польського «Мітеха» (Живець).

## Кар'єра в збірній
Виступала за національну збірну Словаччини.

### Забиті м'ячі
| Змагання             | Рівень       | Дата       | Місце  | Суперник | Голи | Результат | Загалом |
| -------------------- | ------------ | ---------- | ------ | -------- | ---- | --------- | ------- |
| чемпіонат світу 2015 | кваліфікація | 2014–06–19 | Сенець | Хорватія | 1    | 1–1       | 1       |

## Досягнення
«Слован» (Братислава)
- Перша ліга Словаччини
  -  Чемпіон (1): 2011/12